# 魔法少女猫X
『魔法少女猫X』（まほうしょうじょねこエックス）は、おりもとみまなによる日本の漫画作品。単行本は全2巻。
本作は『月刊ドラゴンエイジ』（富士見書房刊）にて連載されたが、性的な描写を多数含んでいる。また、「ふたなり」「アイノコ」といったセリフの一部の単語が単行本の発売元である角川書店の規定で差し替えられた。これは、後述の同人誌で作者本人が言及している。
連載終了後、作者のおりもとみまなは、物語を補完するため、「魔法少女猫XXX」、「魔法少女猫XXX2」、「魔法少女猫XXXF」という成人向けの同人誌を発表している。また、これらの同人誌を一冊にまとめた「魔法少女猫XXX総集編」も発表しており、サイドストーリーなども入っている。

## 内容
保健所の職員でもある高校生・山本ヤマトは、人と獣人が暮らす東京で、ペットの猫獣人・ペケと共に超能力を身に付けた獣人「EVO」を捕獲させる仕事を与えられる。そしてそのペケもまた「EVO」であり、首輪の封印を解くと「魔法少女猫X（エックス）」に変身する。
ふだんは「ご主人様」ヤマトのただの“虐待”にも見えるSM的愛情で同棲している。

## 登場人物
山本ヤマト
高校生、保健所の職員。ペケの事は普段はペットとして酷く扱っているが、それはヤマトなりの愛情表現で、本当はそんな事はしたくないのだが、周りとのギャップもあり、つい酷く扱ってしまう。最終的には曖昧ながらも、ペケを好きだと受け入れる。
山本雪風
ヤマトの姉。ブラコン。
ペケ
猫の獣人。ヤマトが8年前にペケの事を好きだと言い、その頃からペットとして飼われている。ヤマトのことをご主人様と呼び、殴られようとも律儀にその命令に従う。ヤマトとは人とペットを超えた愛情で結ばれている。
ペケがEVOに目覚める少し前、ヤマトに自分の物である証として描かれた額の×印が雨で消えるのを恐れ、自らをガラスで傷つけたため額に×の傷が残っている。ヤマトに逢うまでは、いろいろな男性に犯されていた。
ウマコ
馬の獣人。北海道日高出身。父がサンデーサイレンス、母がハルウララ。牧場で強い競走馬を作るためにローンを組んでサンデーサイレンスに種付けしてもらったが獣人が生まれてしまい活用できる用途もなく捨てられた。牝馬だが、馬並みの男性器を持つ。角川の規定を大きく外し、台詞は一部差し替えられた。一度胴体と下半身が分かれたが、EVOの回復力で奇跡的に生き延びた。その後ヤマトたちの仲間となる。自称「性技の使者馬並仮面」。
アオシマ都知事
都知事。川にやってきたアザラシを「金タマ男」とし住民票登録しようとしたが、獣人から反感を買う。

## 単行本
1. 2004年11月29日、ISBN 4-04-712380-3
2. 2005年3月29日、ISBN 4-04-712393-5